# Malcolm Mitchell-Thomson (3e baron Selsdon)
Malcolm McEacharn Mitchell-Thomson, 3e baron Selsdon, né le 27 octobre 1937 et mort le 18 septembre 2024, est un pair, banquier et homme d'affaires britannique. Il est l'un des quatre-vingt-dix pairs héréditaires élus pour rester à la Chambre des lords après l'adoption de la loi de 1999 sur la Chambre des lords, siégeant en tant que conservateur. Il quitte la chambre le 11 mai 2021, pour cause d'absence. À l'époque, il est le deuxième membre le plus ancien de la Chambre des Lords après Lord Trefgarne.

## Biographie
Fils du 2e baron Selsdon, il fait ses études au Winchester College. Mitchell-Thomson sert dans la Royal Navy de 1956 à 1958, atteignant le grade de sous-lieutenant dans la Royal Naval Reserve.
Ayant hérité de la baronnie après la mort de son père, il siège pour la première fois au Parlement le 30 juillet 1963. Il prononce son premier discours aux Lords le 9 décembre 1970 lors d'un débat intitulé : Pollution et protection de l'environnement . Son discours suivant est dans un débat sur la CEE : les négociations d'adhésion britannique, le 19 janvier 1971.
Lord Selsdon travaille pour le groupe UAM de 1959 à 1963, pour le groupe London Press Exchange de 1964 à 1972, et pour Singer & Friedlander de 1972 à 1976. Entre 1976 et 1990, il est directeur de la banque internationale et conseiller en finances publiques du Midland Bank Group. De 1978 à 1998, il travaille avec Merloni Group et de 1994 à 1998 pour Raab Karcher. Depuis 1996, il travaille pour MJ Gleeson Group Plc et depuis 2001, il est président de la Société anglo-suisse. Entre 1992 et 1998, Malcolm Mitchell-Thomson est président de la British Exporters' Association.
En 2004, il est trésorier honoraire et secrétaire honoraire du House of Lords Yacht Club.
En 1965, il épouse Anne Smith. Après avoir divorcé, il épouse Gabrielle Williams en 1995. Il a un fils de sa première femme.